# Florêncio Ygartua

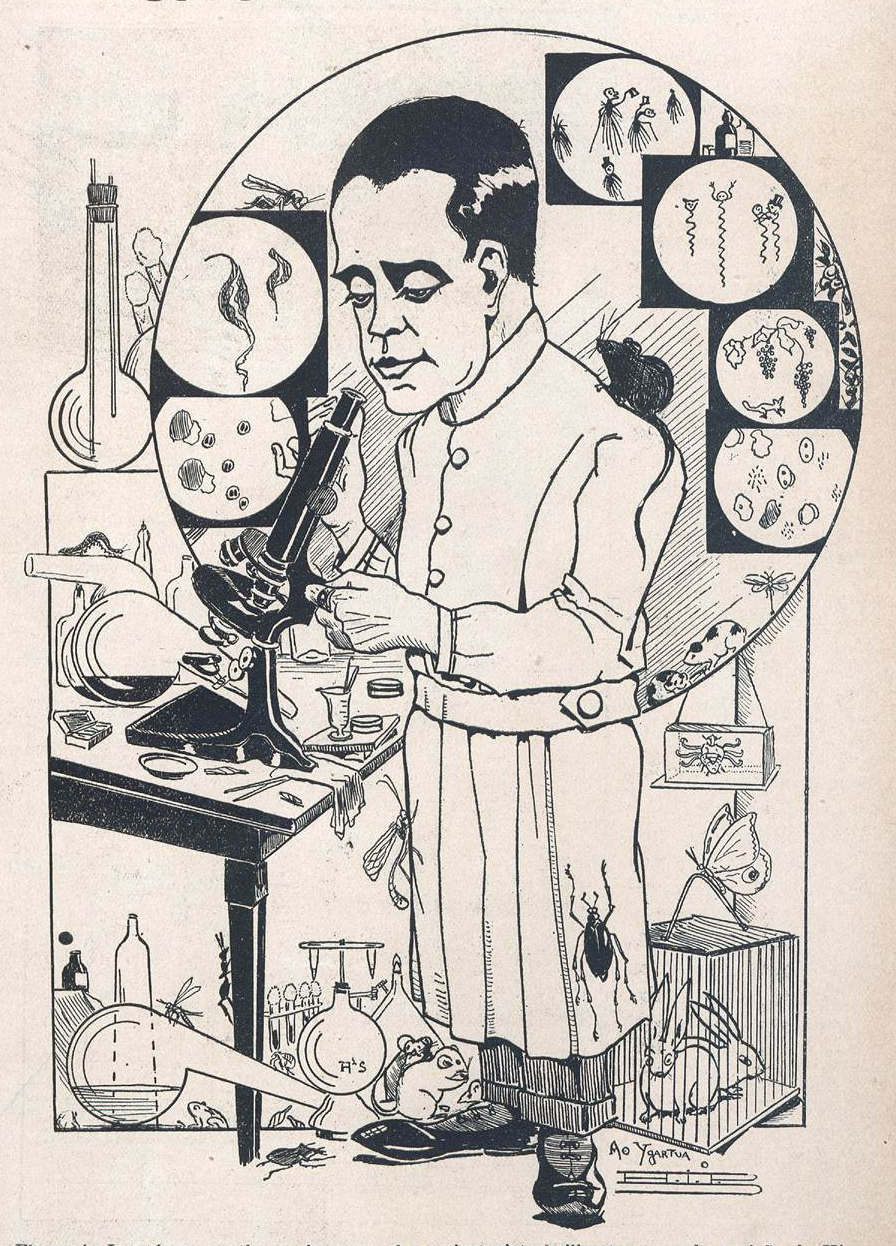
Caricatura de Florêncio Ygartua em seu laboratório, Revista Máscara, 1918

Florêncio Ygartua Filho (Montevidéu, 11 de setembro de 1892 — Porto Alegre, 21 de julho de 1941) foi um médico e jogador de futebol uruguaio, estabelecido no Brasil e naturalizado brasileiro  .

## Carreira acadêmica e profissional
Estudou no Ginásio Nossa Senhora da Conceição, em São Leopoldo, e mais tarde na Faculdade de Medicina de Porto Alegre, pela qual diplomou-se em Farmácia em 1911 e Medicina em 1923, especializando-se em Pediatria, com a tese de doutoramento "Contribuição ao Estudo dos Fermentos Lácticos e sua Aplicação nas Perturbações Digestivas do Lactente".
Em 1925, foi aprovado como livre-docente da cadeira de Clínica Pediátrica da mesma faculdade, ao apresentar o trabalho "Sobre a Doença de Heine-Medin" (poliomielite), a partir de observações colhidas em uma epidemia desta doença em crianças de Montevidéu. Escreveu artigos sobre higiene infantil em revistas e jornais, participou de conferências médicas no Brasil, Argentina e Uruguai, tornou-se um dos mais importantes pediatras de Porto Alegre, chegando à presidência da Sociedade de Medicina do Rio Grande do Sul .

## Carreira esportiva
Ainda estudante de Farmácia, Ygartua participou dos primeiros anos de existência do Sport Club Internacional, tornando-se zagueiro do time principal entre 1910 e 1911. Neste período, disputou 8 partidas, sendo 4 vitórias, 3 derrotas e 1 empate.
Tomou parte inclusive do primeiro jogo do clube realizado fora de Porto Alegre, um amistoso disputado em São Leopoldo a 13 de agosto de 1911. Por coincidência, o adversário do Internacional nesta partida histórica foi justamente o Ginásio Conceição, onde Florêncio Ygartua estudara até poucos anos antes .
A partir do final da temporada de 1911, já formado como farmacêutico, seguiu fazendo parte do clube, como associado e dirigente. Em 1929, quando do início da construção do Estádio dos Eucaliptos, foi um dos primeiros a adquirir cotas da campanha financeira .

## Legado
Em Porto Alegre, uma importante via do bairro Moinhos de Vento chama-se rua Doutor Florêncio Ygartua. A homenagem foi estabelecida por decreto municipal de 21 de agosto de 1941, exatamente um mês após a sua morte, modificando a denominação da então rua Formosa, por onde passavam os trilhos das linhas de bonde Independência e Auxiliadora.